# Fagot
Pour les articles homonymes, voir Fagot (homonymie).

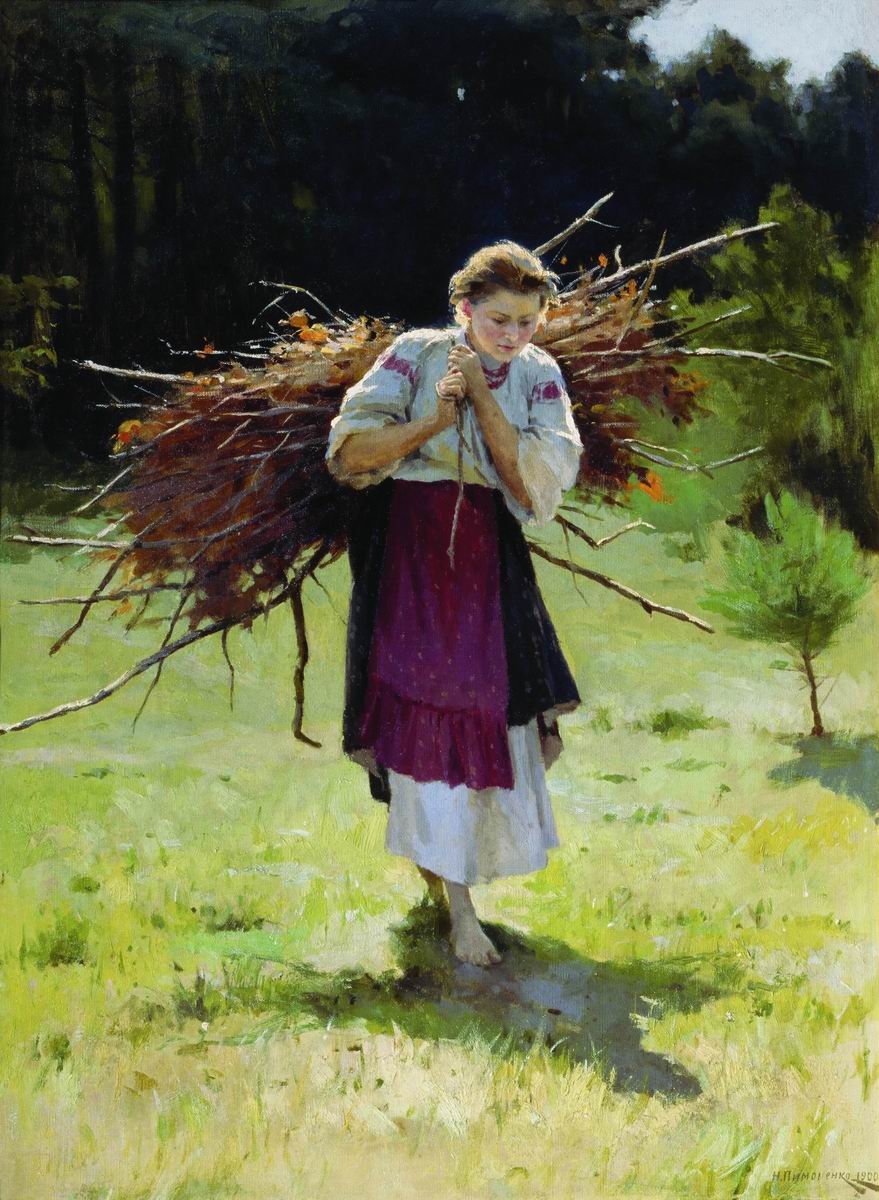
De la forêt, Mykola Pymonenko, 1900.

Un fagot (anciennement aussi « bourrée » et falourde) est un assemblage de petits morceaux de bois, broutilles, rémanents, petites branches issues de l'émondage, liés avec une hart (espèce de lien fait d’osier, petit mahot). Les broutilles sont appelées l’« âme du fagot ». On dit « châtrer un fagot », quand on en ôte quelques bâtons. Ces menu-bois sont destinés à être brûlés ou à servir de fascine (botte). On en fabrique des balais et ou de petits barrages.
Le fagoteur (ou faisselier) était le faiseur de fagots.
Le travail s'appelait « fagotage ».
Le terme de fagot est aussi employé pour le bois de feu, branches ou bûches liées pour le transport ou le stockage.

## Usages

### Moyen Âge et époque moderne

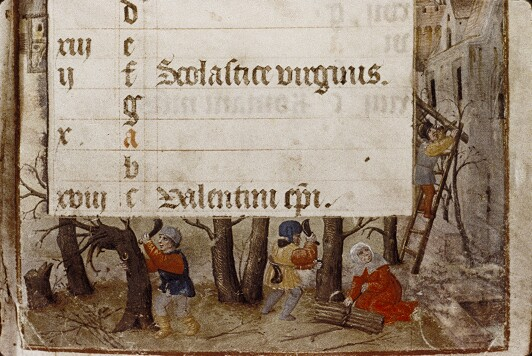
Enluminure du XVIe siècle, scène d'émondage et de fagotage.

Au Moyen Âge, les paysans avaient des droits d'affouage, d'écorçage et de fagotage sur les biens communaux forestiers, collectivement gérés et appropriés. Une tradition de l’émondage existait pour les fermiers et métayers, locataires des grandes exploitations domaniales des propriétaires terriens (propriétaires bourgeois, seigneurs ou non, qui donnaient en bail et parfois même en métayage des terres). Ces baux ruraux autorisaient les exploitants agricoles à récolter le bois d’émonde et les fagots, tandis que le tronc de l’arbre (partie noble qui servait notamment à faire du bois d'œuvre) restait propriété du loueur.
Dans les pays de bocage, le travail était organisé en rotation. Chaque hiver, les paysans entretenaient le talus d'une haie et émondaient une parcelle différente. C'était souvent leurs femmes et leurs enfants qui fagotaient, ce fagotage exigeant un savoir-faire insoupçonné. Les haies bocagères étaient une source importante de fagots : ces petites branches fagotées issues de l'émondage servaient à la cuisson (cuisine, pain, forges), voire à la confection de jeux en bois ou en végétaux par les enfants pour qui cette haie était un terrain de jeu (vannage, musique verte). La bourrée, grand fagot d'épines et de ronces, était ainsi principalement destinée au four à pain et à poterie qui exigeaient plusieurs stères de fagots pour le chauffage. Entre technique et art, le fagotage marquait ainsi les paysages.
On mesurait les fagots avec une petite chaînette, afin de leur donner une grosseur égale et conforme à l’usage des lieux. Michel Particelli d'Émery créera la charge de contrôleurs de fagots.
Cris de Paris:

« Fagots, fagots ! Beaux fagots ! Au feu les fagots ! Au feu ! »

L’usage du fagot a subsisté en Angleterre autant de temps que la religion romaine. S’il arrivait à quelque hérétique d’abjurer son erreur et de rentrer dans le sein du catholicisme, il lui était imposé de notifier à tout le monde sa conversion par une marque qu’il portait attachée à la manche de son habit, jusqu’à ce qu’il eût satisfait à une espèce de pénitence publique assez singulière; c’était de promener un fagot sur son épaule, dans quelques-unes des grandes solennités de l’Église. Celui qui avait pris le fagot sur sa manche, et qui le quittait, était regardé comme un relaps et comme un apostat.

### Supplice du bûcher

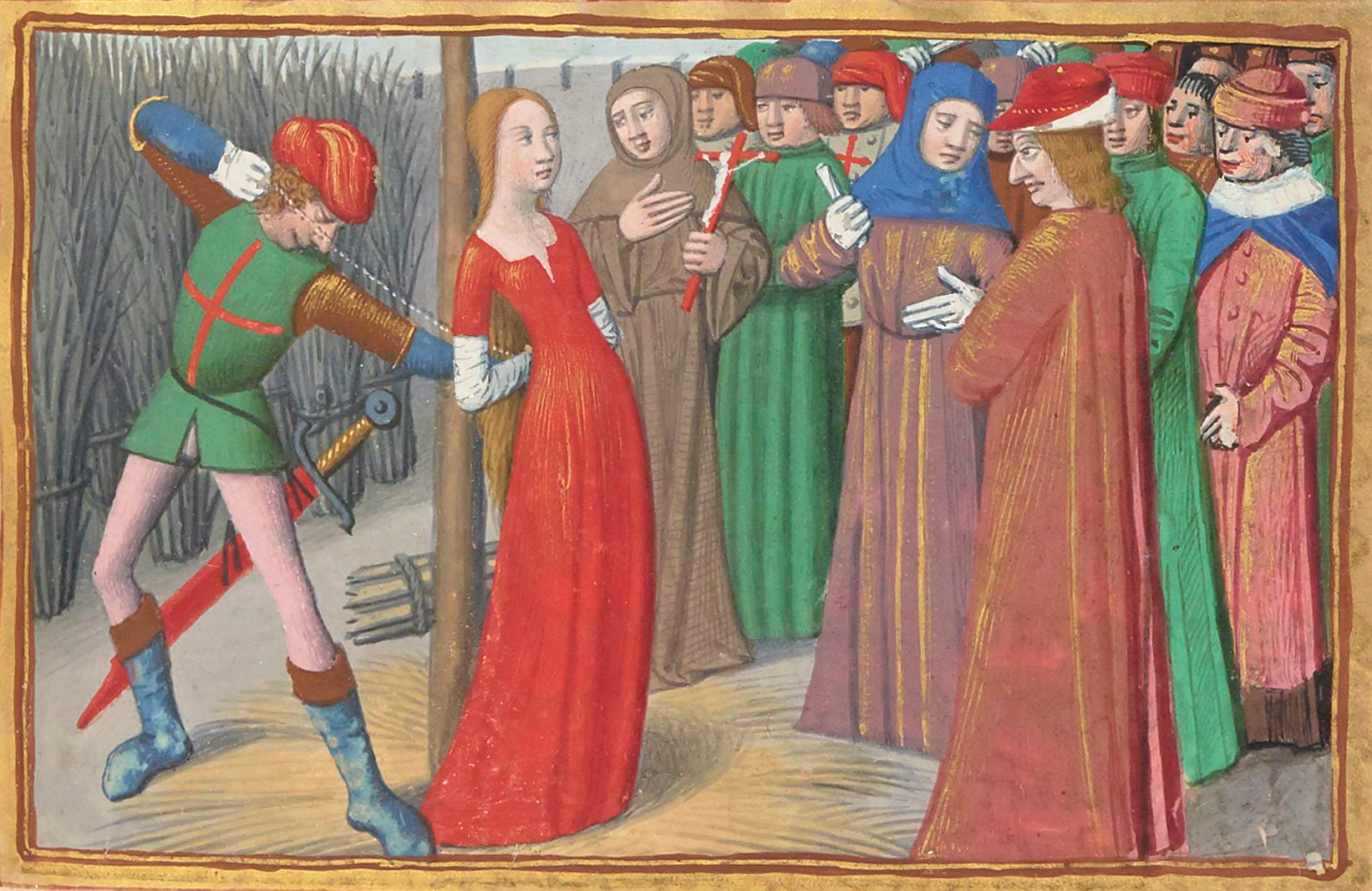
Jeanne d'Arc au bûcher de manière erronée, vers 1484.

Pour bâtir un bûcher, on fichait d'abord un poteau en terre, puis on disposait « autour de lui de la paille, des fagots et des bûches, en alternance, jusqu'à arriver à hauteur d'homme et en laissant un espace en façade pour pouvoir accéder au poteau ». Une estrade en hauteur était installée afin que le peuple ne perde rien du spectacle, ce qui favorisait la prise d'air par en dessous et la combustion du bois, le supplicié se trouvant davantage rôti que brûlé.

### Époque contemporaine
À Régny, le Premier dimanche de Carême, les garçons de la ville chargeaient des fagots sur une charrette à laquelle ils attelaient les hommes mariés, puis rassemblaient ces fagots sur la place en une pyramide, avant d'y mettre le feu.

### Galerie

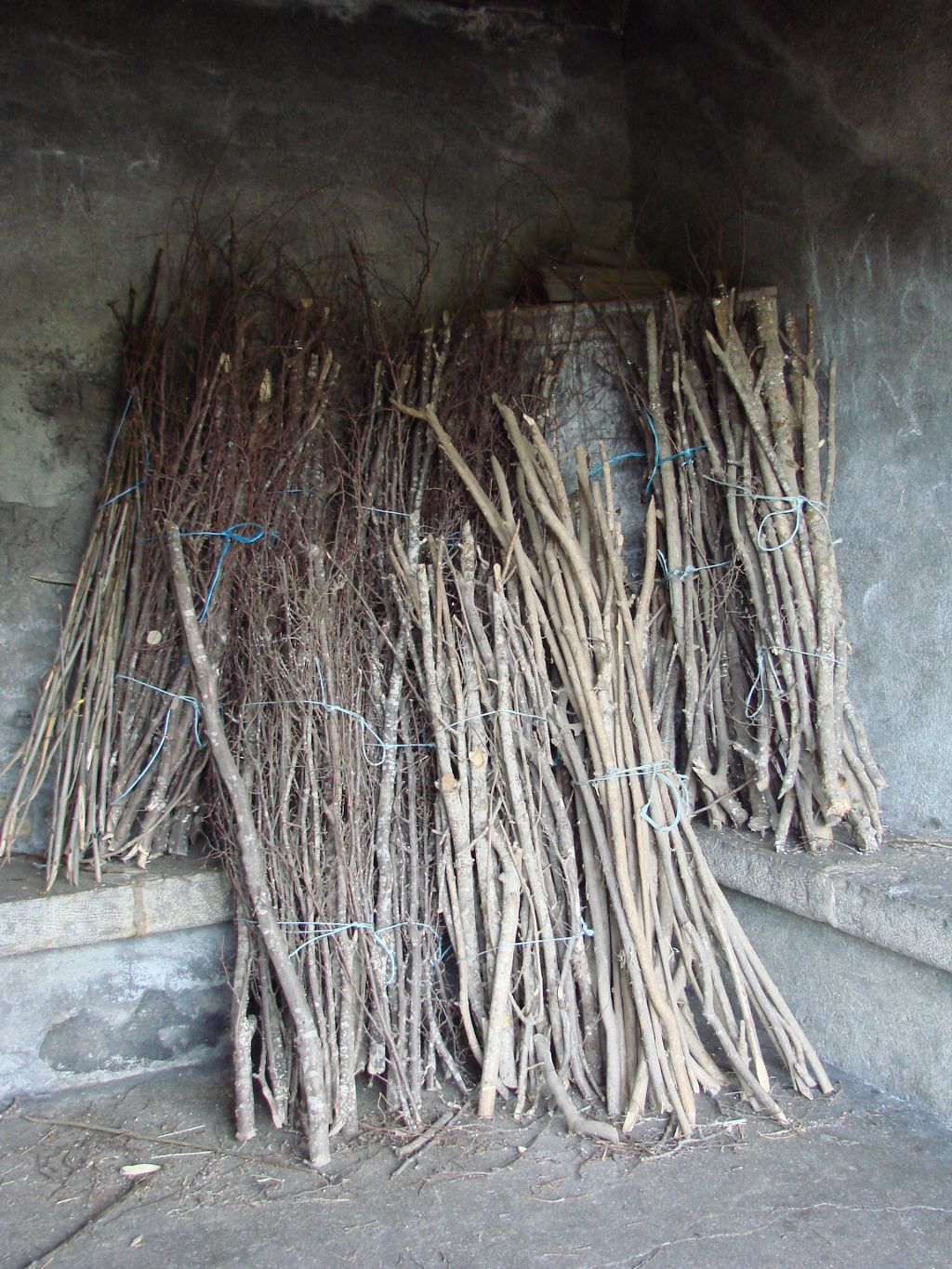
Fagots, Ain
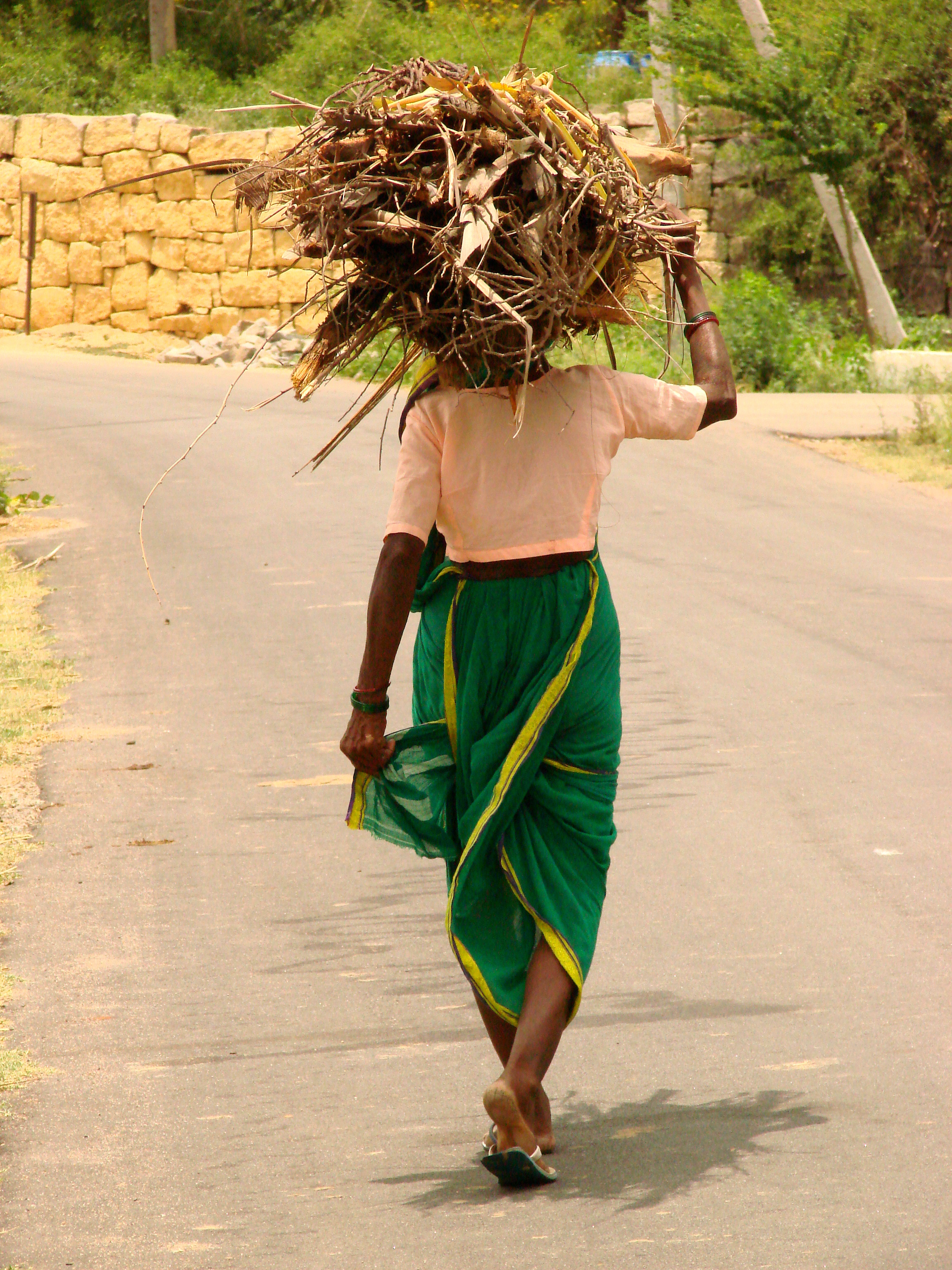
Fagot, Inde
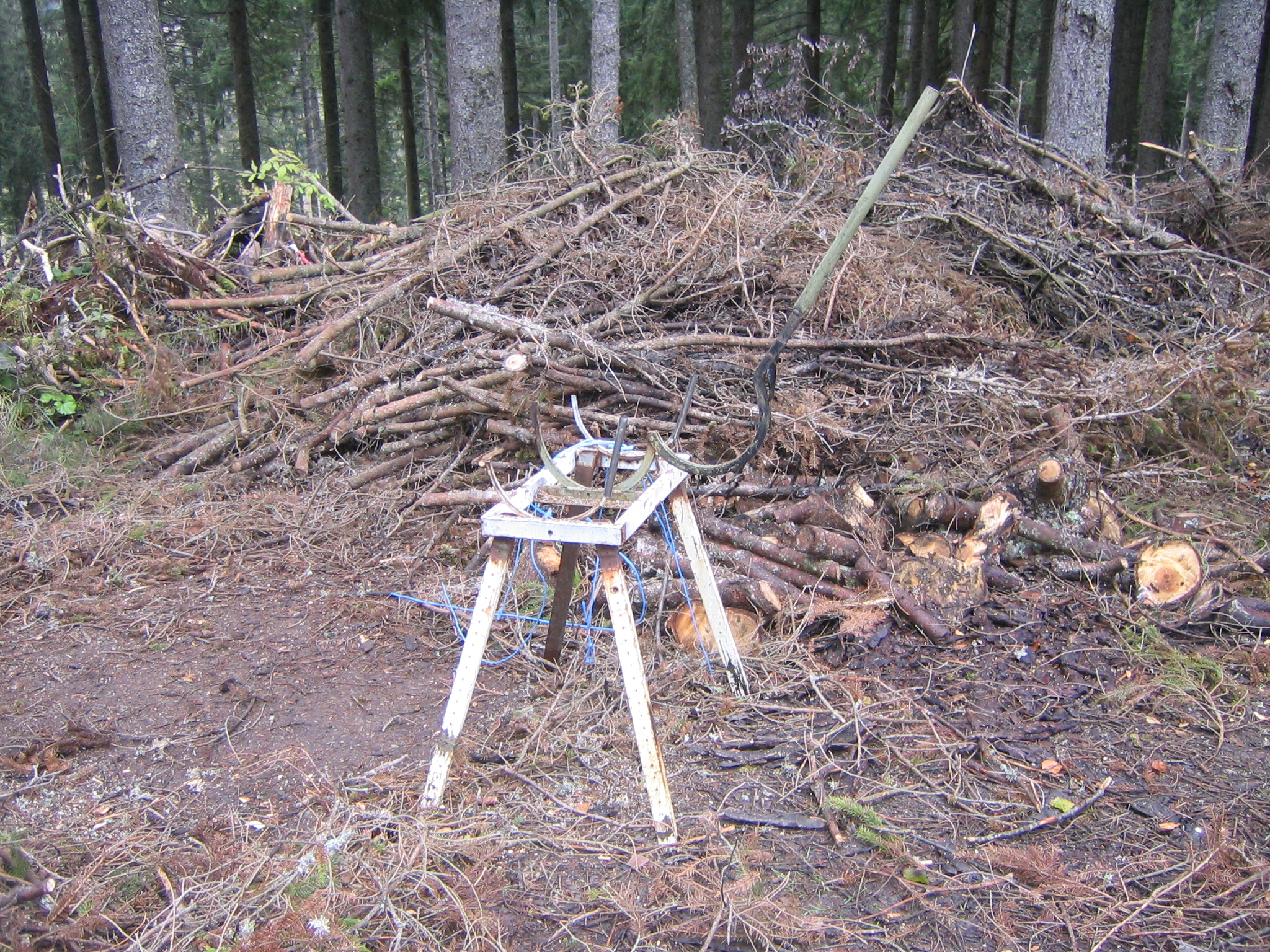
Fagots en Forêt-Noire, Fagoteuse Wellenbock
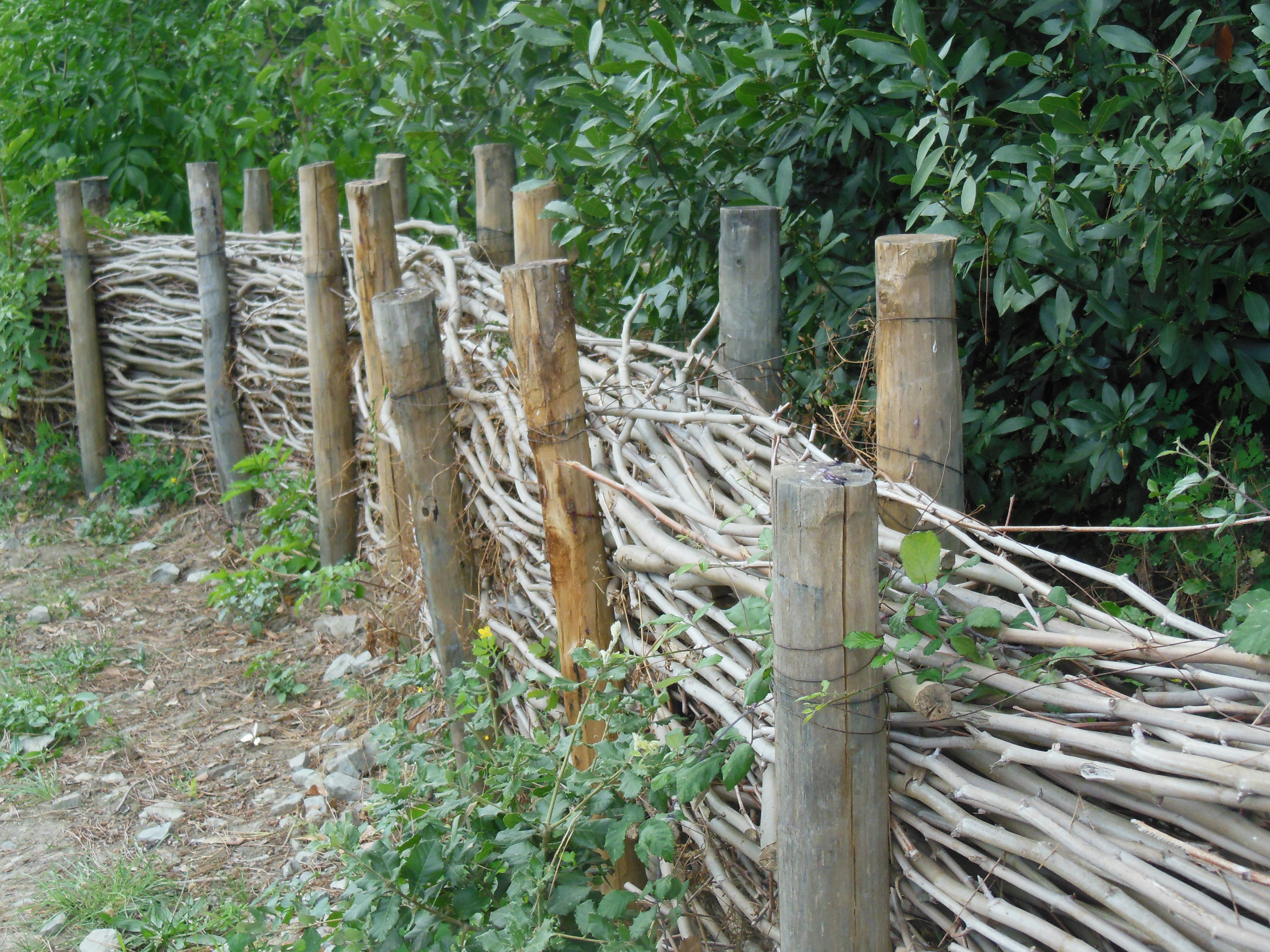
Clôture, Parc des Oblates, Nantes

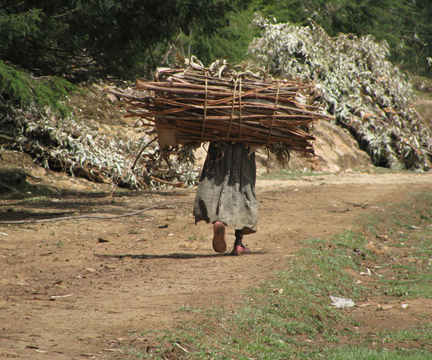
Éthiopie, 2010
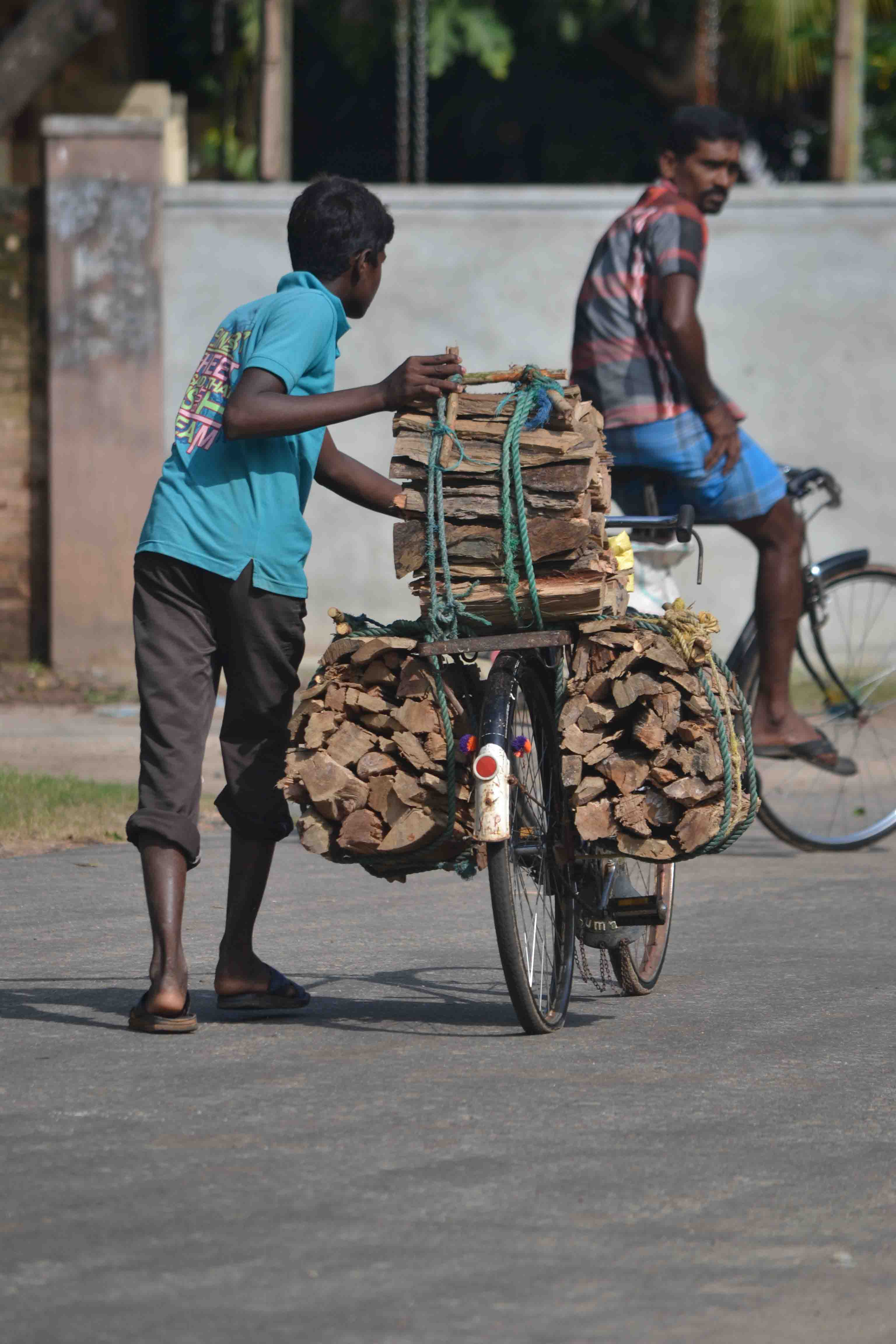
Transport de bois de feu, 2014
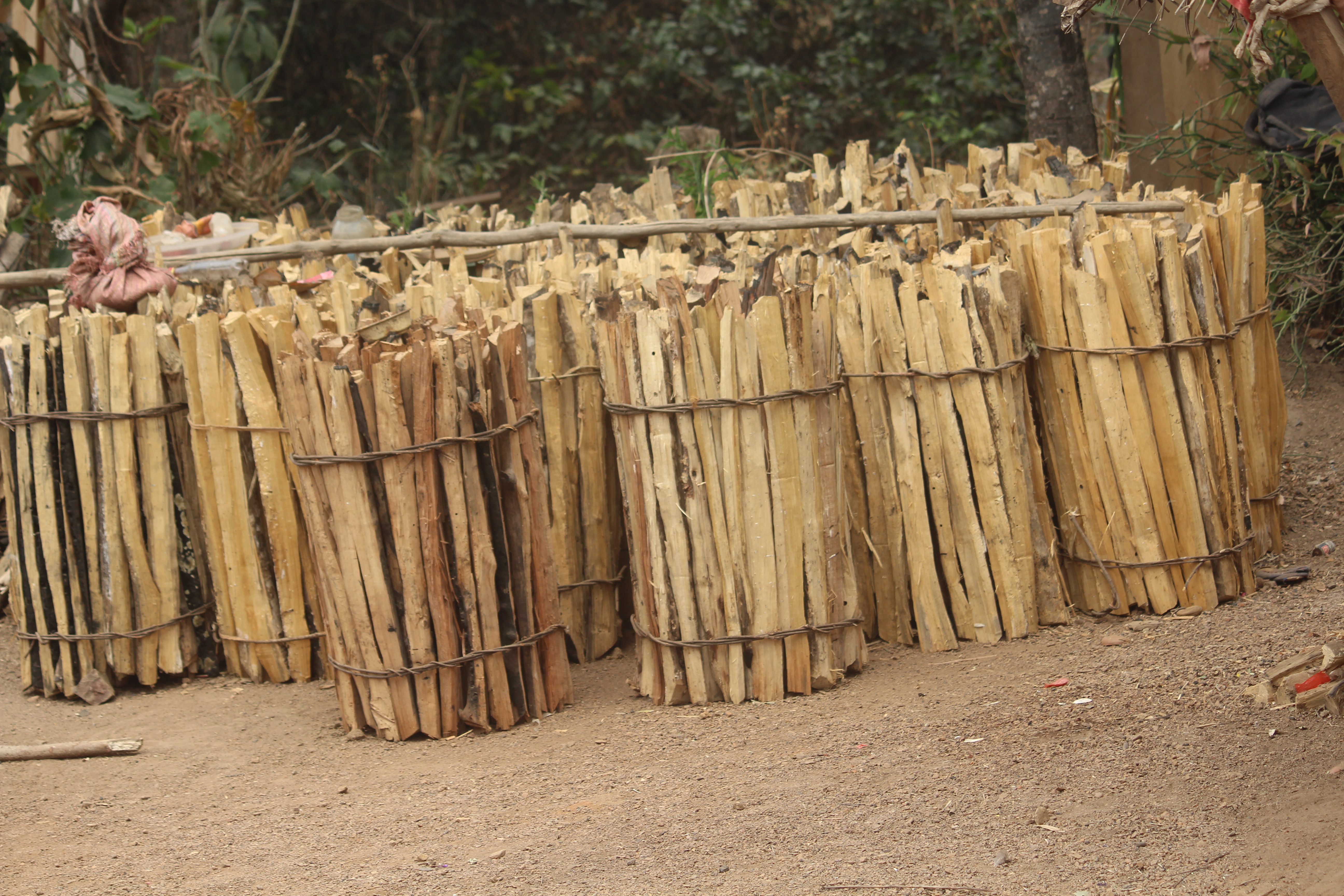
Mont Gangan, Guinée, 2020
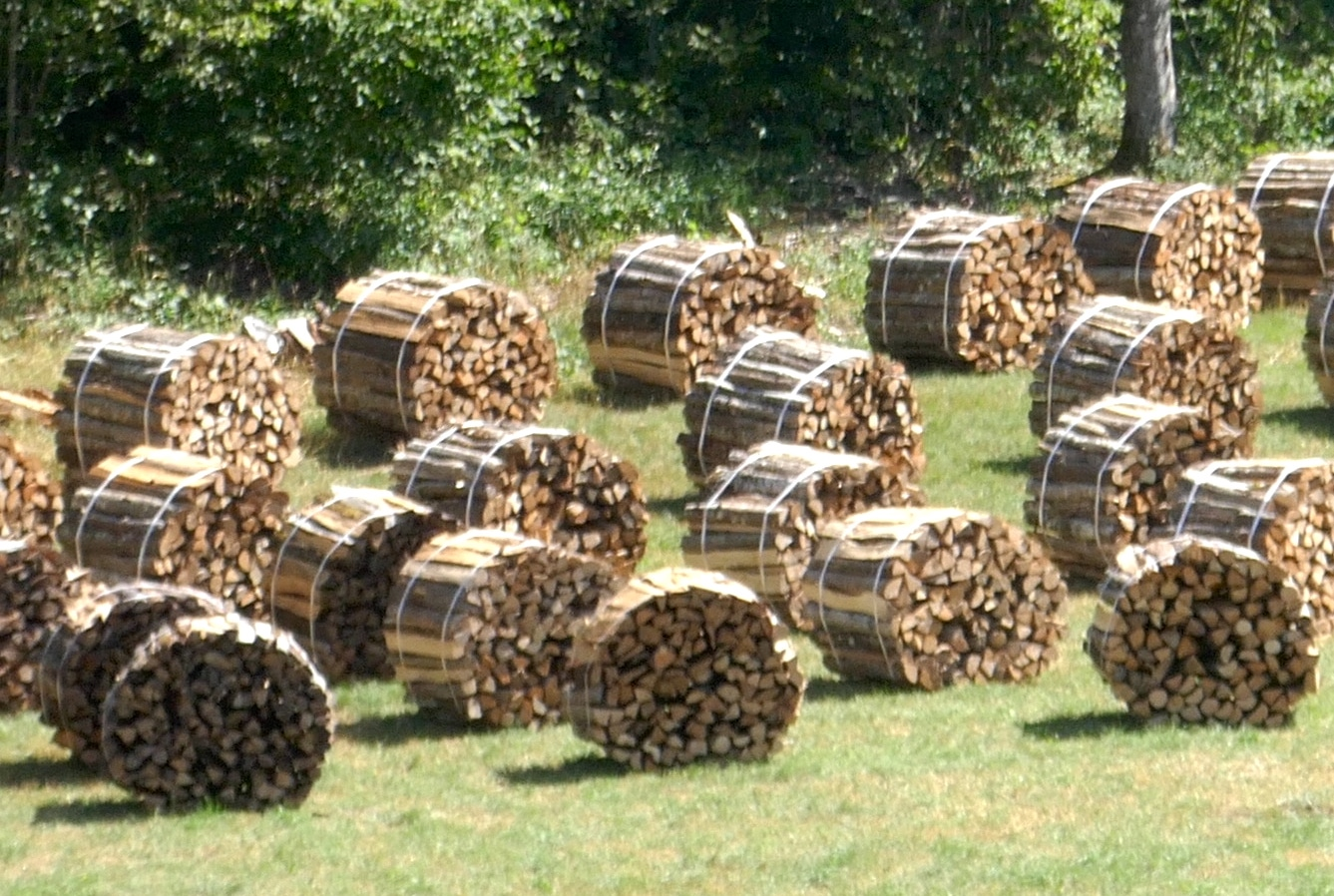
Fagots d’une stère, Gex, Ain, 2023

## Dans l'art et la littérature

Les Fagots dans l’art
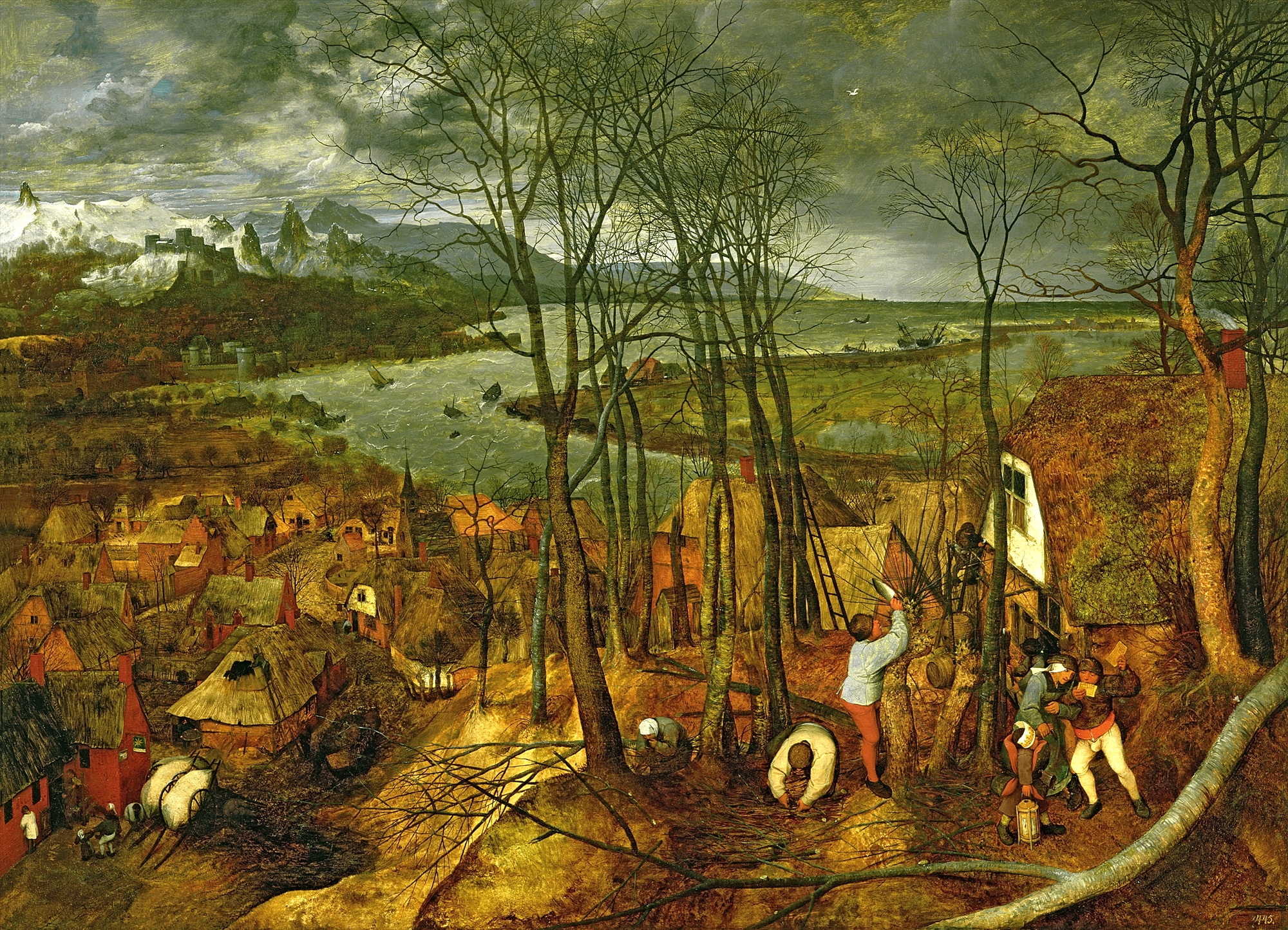
La Journée sombre (confection d'un lien) Pieter Bruegel l'Ancien, 1565
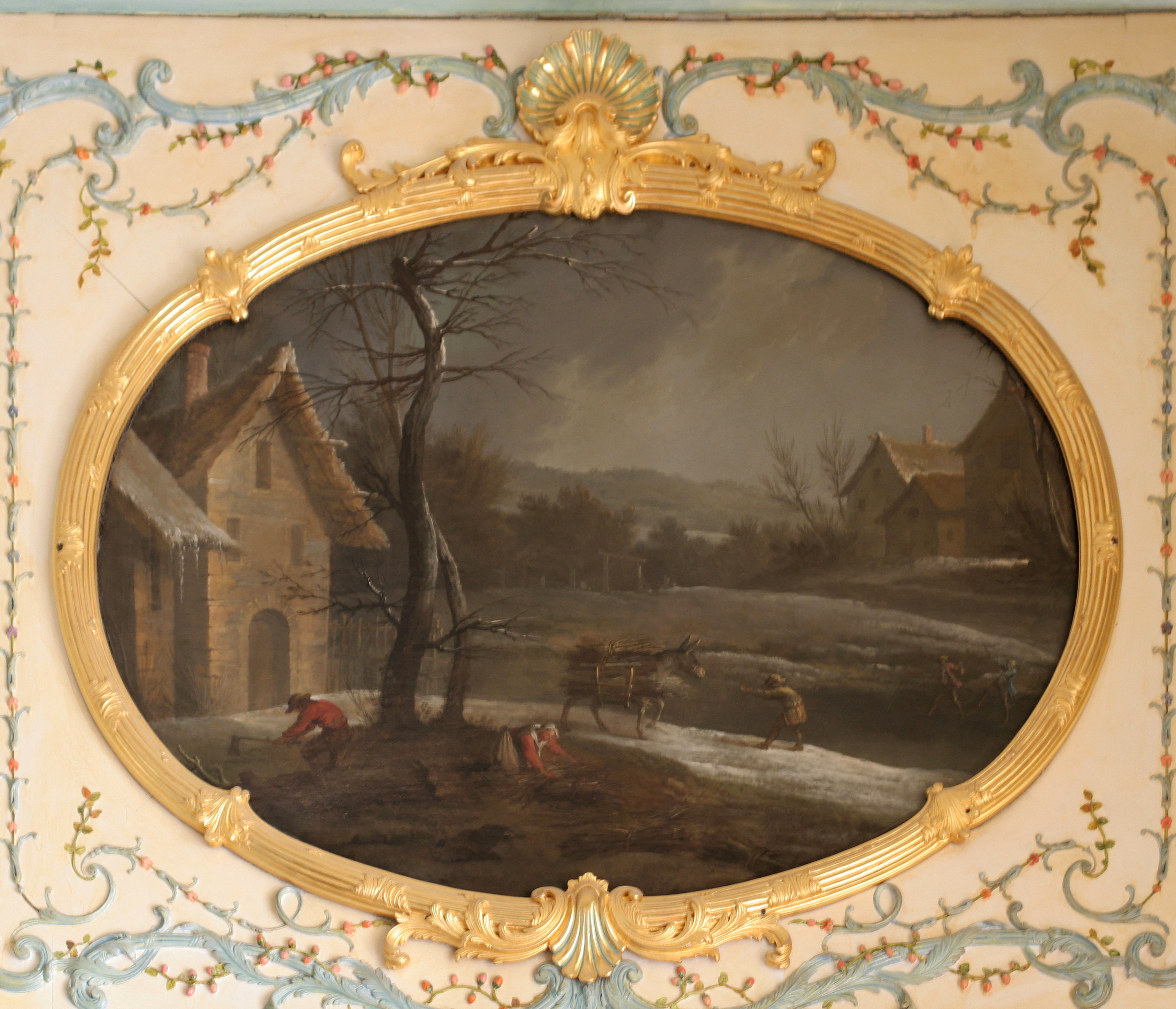
Hiver Jean-Baptiste Oudry, 1749 Château de Versailles, appartements de la Dauphine, cabinet intérieur
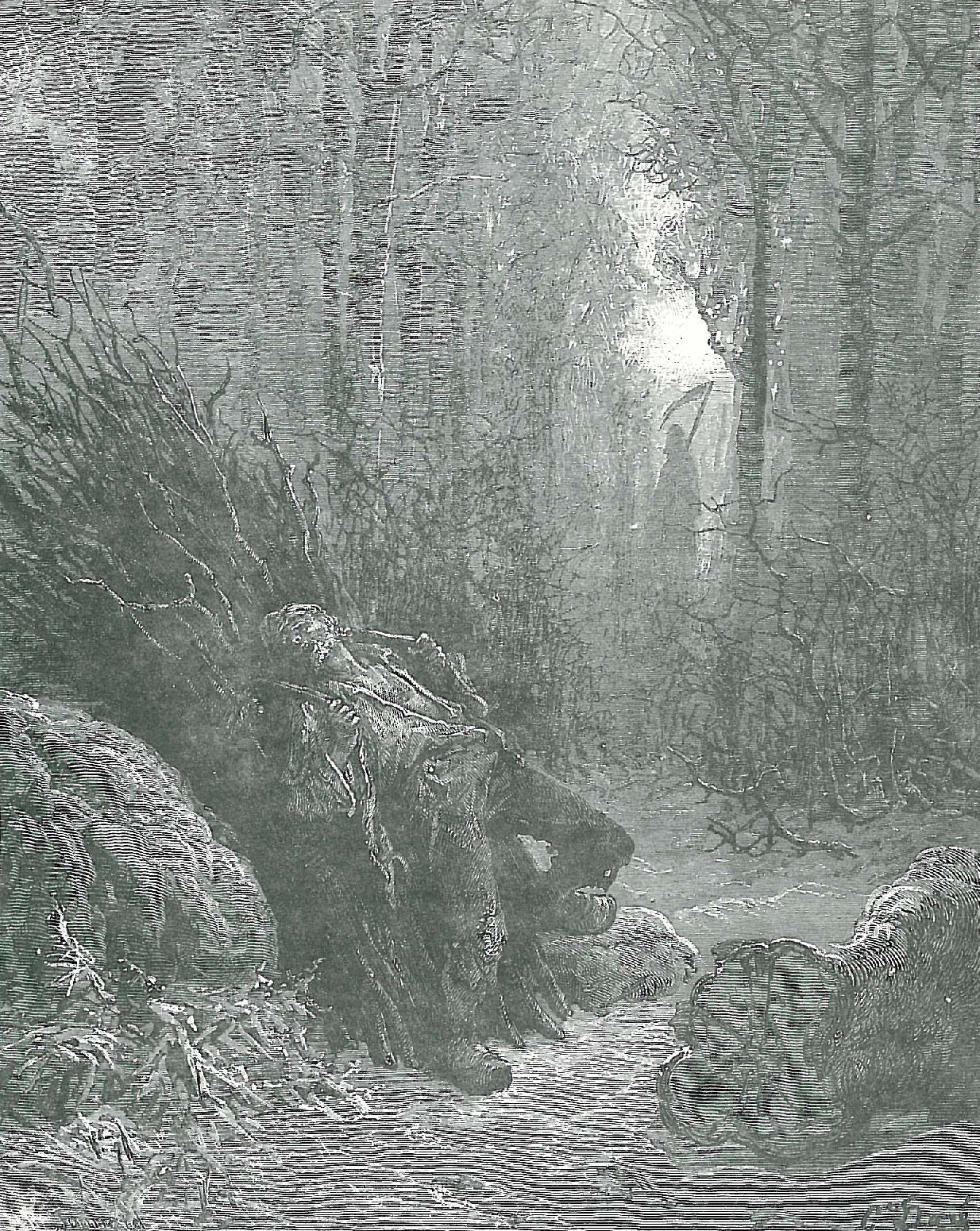
« La Mort et le Bûcheron » Gustave Doré Fable de Jean de La Fontaine
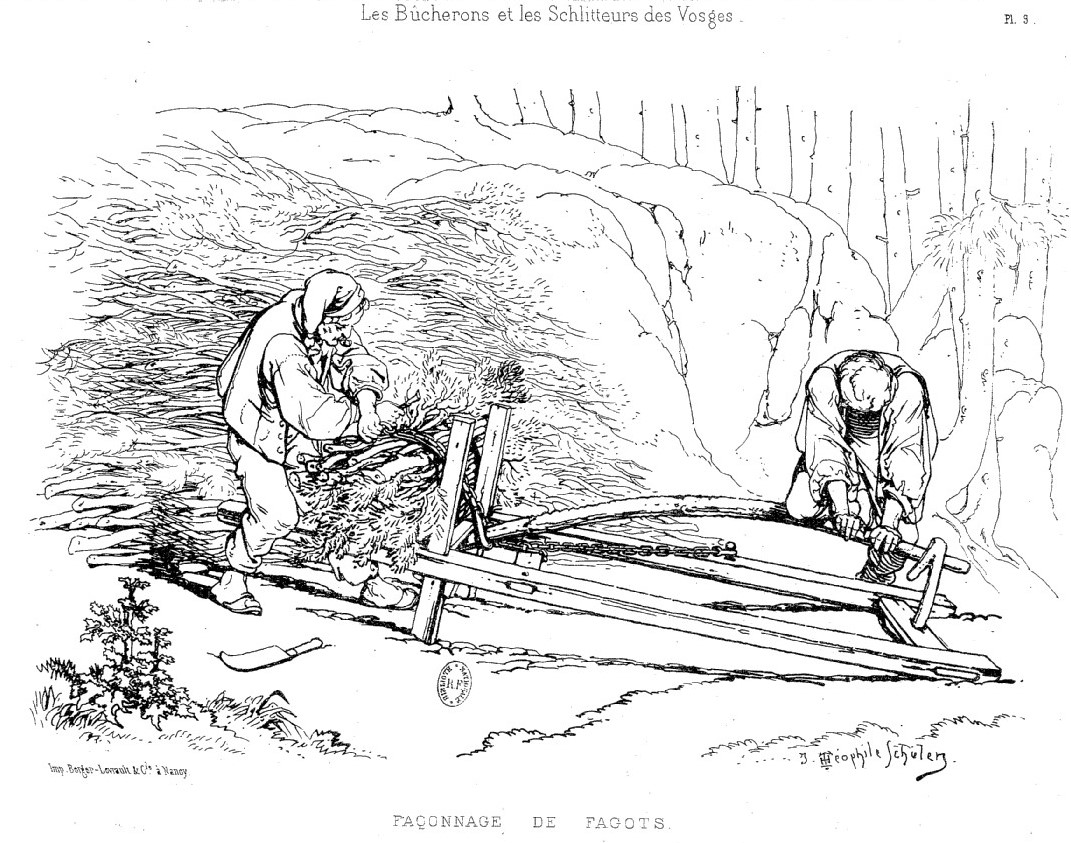
Les bûcherons et les schlitteurs des Vosges (façonnage des fagots) Théophile Schuler, 1878
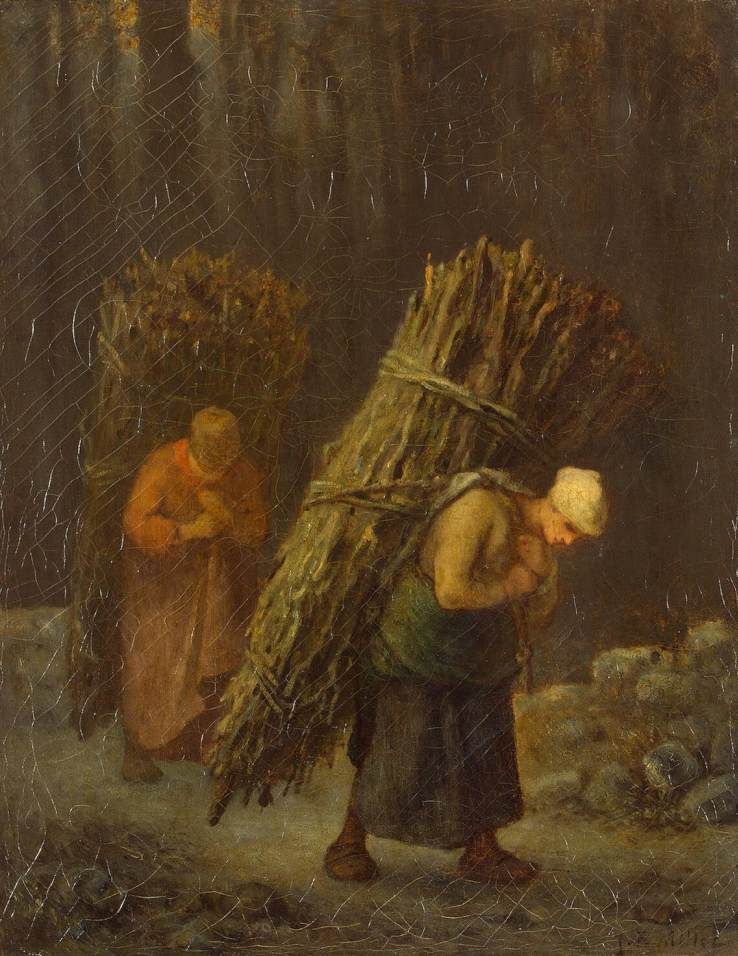
Paysannes avec fagots de bois Jean-François Millet, vers 1852 Musée de l'Ermitage, Saint-Pétersbourg
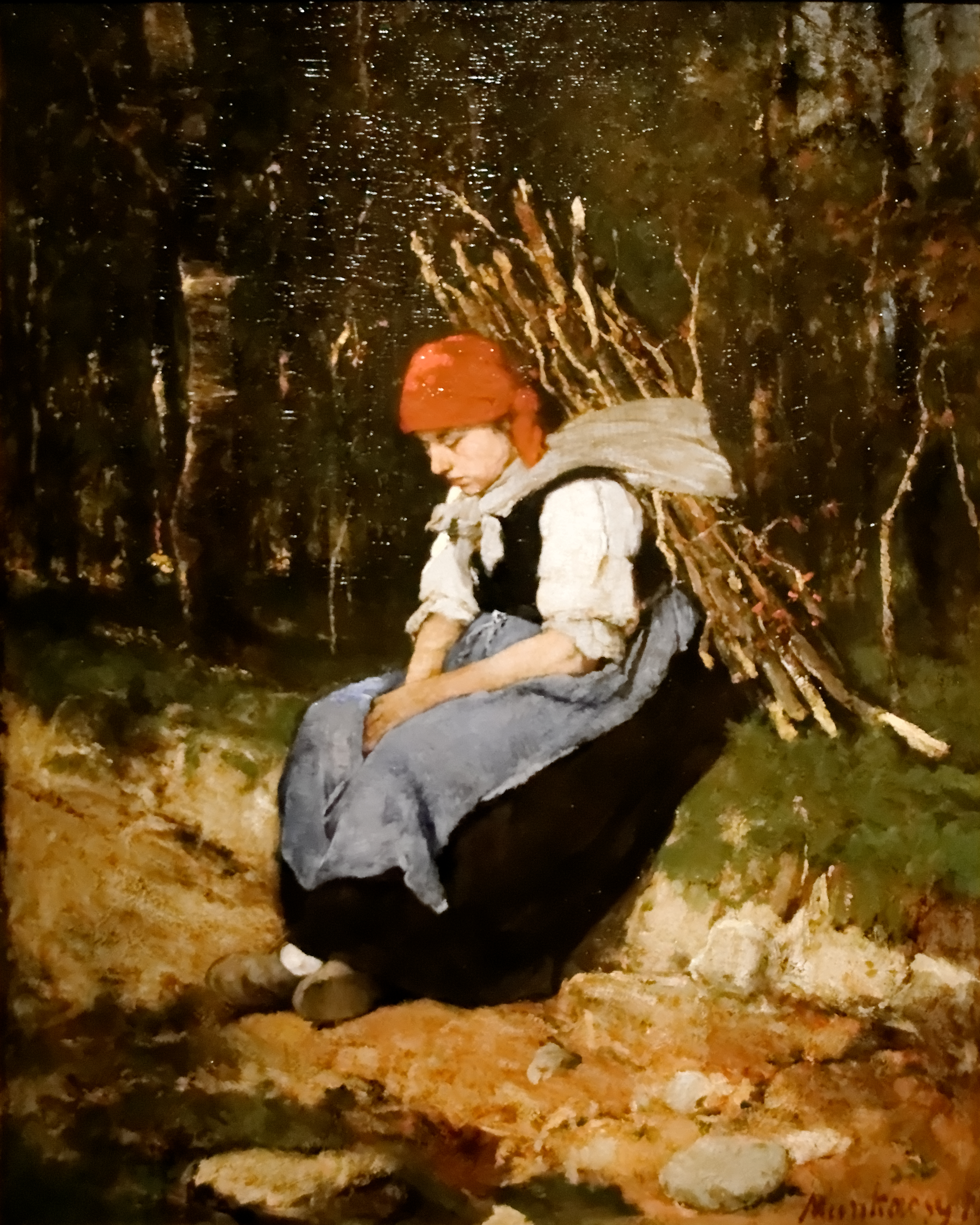
Femme portant un fagot, Munkácsy Mihály 1873
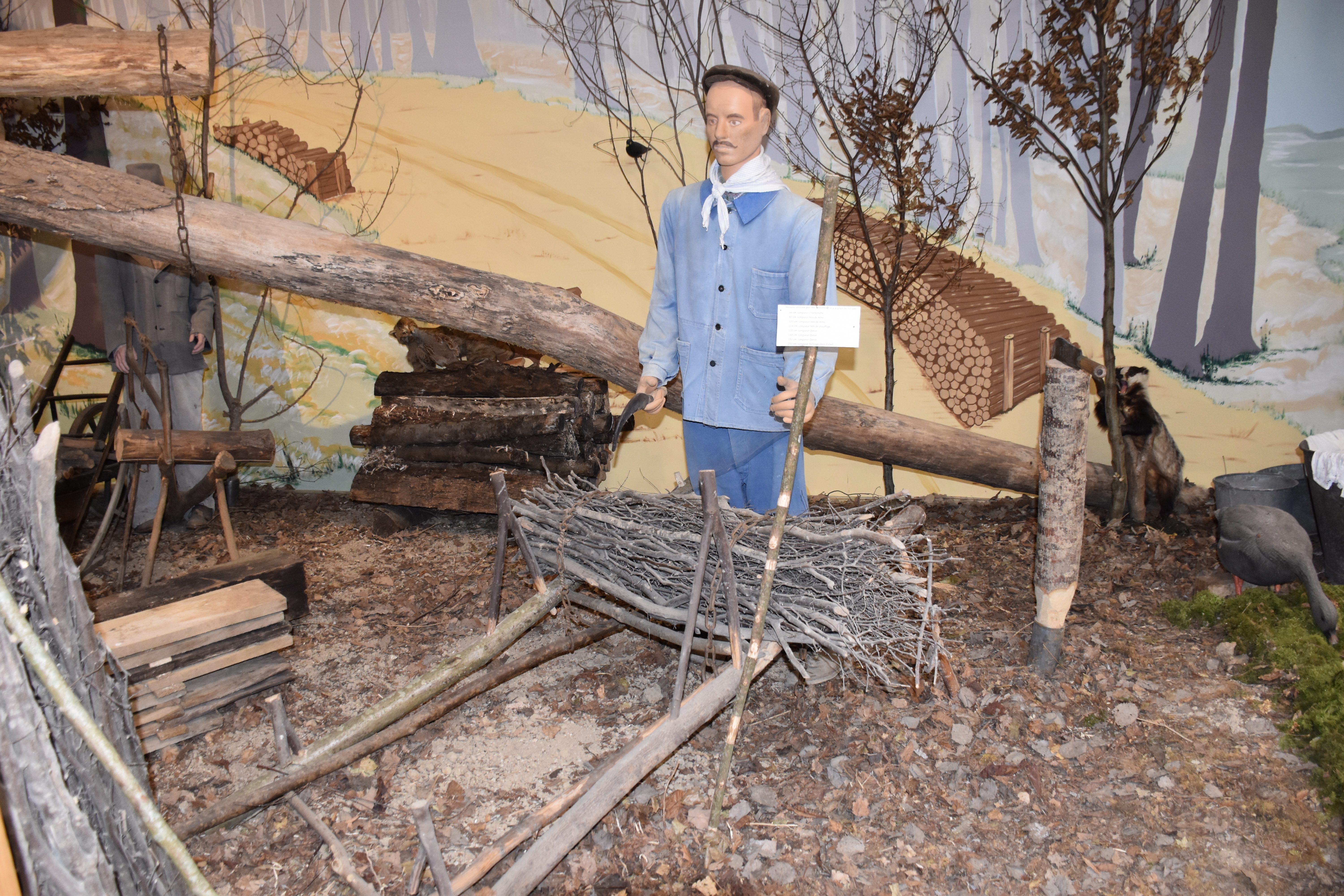
Fagotier.

« La bienveillance emporte avec elle tout ce qui tente de lui faire obstacle, aussi facilement que l'eau domine le feu. Les seuls à douter du pouvoir de l'eau sont ceux qui tâchent de noyer un plein chariot de fagots en flammes avec une tasse de thé »

— Mencius, Meng Tzeu, confucianisme.

« C'est après une déclaration aussi solennelle que Jean Chauvin, dit Calvin, fils d'un tonnelier de Noyon, fit brûler dans Genève, à petit feu avec des fagots verts, Michel Servet de Villa-Nueva ; cela n'est pas bien »

— Voltaire, Dictionnaire philosophique, 1764.